# Giro d’Italia 2006/Fahrerfeld
Folgende Fahrer und Mannschaften nahmen am Giro d’Italia 2006 teil:
Die deutschen, österreichischen und Schweizer Fahrer sind fett markiert.

## Discovery Channel(USA)
1 Paolo Savoldelli  Italien
2 Tom Danielson  Vereinigte Staaten – nicht zur 20. Etappe angetreten, Nasennebenhöhlenentzündung und Fieber
3 Manuel Beltrán  Spanien
4 Wjatscheslaw Jekimow  Russland
5 Benoît Joachim  Luxemburg
6 Jason McCartney  Vereinigte Staaten
7 Pavel Padrnos  Tschechien
8 José Luis Rubiera  Spanien
9 Matthew White  Australien

## ag2r Prévoyance(FRA)
11 Sylvain Calzati  Frankreich
12 Íñigo Chaurreau  Spanien
13 Renaud Dion  Frankreich
14 Hubert Dupont  Frankreich
15 John Gadret  Frankreich – Aufgabe während der 18. Etappe
16 Jurij Kriwzow  Ukraine
17 Carl Naibo  Frankreich
18 Mark Scanlon  Irland – Aufgabe während der 12. Etappe
19 Tomas Vaitkus  Litauen – Aufgabe während der 13. Etappe

## Bouygues Télécom(FRA)
21 Giovanni Bernaudeau  Frankreich – nicht zur 14. Etappe angetreten
22 Sébastien Chavanel  Frankreich – Aufgabe während der 7. Etappe
23 Stef Clement  Niederlande
24 Olivier Bonnaire  Frankreich
25 Andy Flickinger  Frankreich – nicht zur 12. Etappe angetreten
26 Yohann Gène  Frankreich
27 Arnaud Labbe  Frankreich
28 Yoann Le Boulanger  Frankreich
29 Laurent Lefèvre  Frankreich

## Caisse d’Epargne-Illes Balears(ESP)
31 José Luis Carrasco  Spanien
32 Wladimir Jefimkin  Russland
33 Imanol Erviti  Spanien
34 Marco Fertonani  Italien – Aufgabe während der 18. Etappe
35 José Iván Gutiérrez  Spanien
36 Joan Horrach  Spanien
37 José Julia  Spanien
38 Mikel Pradera  Spanien
39 Francisco Pérez  Spanien

## Ceramiche Panaria-Navigare(IRL)
41 Emanuele Sella  Italien
42 Luca Mazzanti  Italien
43 Moisés Aldape  Mexiko – nicht zur 14. Etappe angetreten
44 Fortunato Baliani  Italien
45 Miguel Ángel Rubiano  Kolumbien
46 Serhij Matwjejew  Ukraine
47 Julio Pérez Cuapio  Mexiko
48 Maximiliano Richeze  Argentinien
49 Luis Felipe Laverde  Kolumbien

## Cofidis(FRA)
51 Leonardo Bertagnolli  Italien – Aufgabe während der 4. Etappe, Allergie
52 Leonardo Duque  Kolumbien
53 Thierry Marichal  Belgien – Aufgabe während der 7. Etappe
54 Amaël Moinard  Frankreich
55 Maxime Monfort  Belgien
56 Cristian Moreni  Italien – Aufgabe während der 7. Etappe
57 Iván Parra  Kolumbien
58 Staf Scheirlinckx  Belgien – Aufgabe während der 14. Etappe, Schlüsselbeinbruch
59 Rik Verbrugghe  Belgien – nicht zur 16. Etappe angetreten

## Crédit Agricole(FRA)
61 Francesco Bellotti  Italien
62 Alexander Botscharow  Russland
63 William Bonnet  Frankreich
64 Christophe Edaleine  Frankreich
65 Patrice Halgand  Frankreich
66 Rémi Pauriol  Frankreich
67 Benoît Poilvet  Frankreich
68 Yannick Talabardon  Frankreich
69 Nicolas Vogondy  Frankreich

## Davitamon-Lotto(BEL)
71 Christophe Brandt  Belgien – nicht zur 4. Etappe angetreten, gebrochener Ellenbogen
72 Nick Gates  Australien
73 Josep Jufré  Spanien
74 Jan Kuyckx  Belgien
75 Robbie McEwen  Australien – nicht zur 13. Etappe angetreten, Bauchschmerzen
76 Preben Van Hecke  Belgien
77 Wim Van Huffel  Belgien
78 Henk Vogels  Australien
79 Bert Roesems  Belgien

## Euskaltel-Euskadi(ESP)
81 Beñat Albizuri  Spanien
82 Andoni Aranaga  Spanien – Aufgabe während der 14. Etappe
83 Koldo Fernández  Spanien – Aufgabe während der 7. Etappe
84 Iker Flores  Spanien
85 Markel Irízar  Spanien
86 Roberto Laiseka  Spanien – Aufgabe während der 12. Etappe, Sturzverletzungen
87 David López García  Spanien
88 Antton Luengo  Spanien
89 Iban Mayoz  Spanien

## La Française des Jeux(FRA)
91 Bradley McGee  Australien – Aufgabe während der 10. Etappe, Rückenschmerzen
92 Sandy Casar  Frankreich
93 Carlos Da Cruz  Frankreich
94 Mickaël Delage  Frankreich
95 Arnaud Gérard  Frankreich
96 Philippe Gilbert  Belgien – nicht zur 12. Etappe angetreten
97 Gustav Larsson  Schweden
98 Cyrille Monnerais  Frankreich
99 Jussi Veikkanen  Finnland

## Gerolsteiner(GER)
101 Robert Förster  Deutschland
102 Torsten Hiekmann  Deutschland
103 Sven Krauß  Deutschland
104 Andrea Moletta  Italien
105 Volker Ordowski  Deutschland – Aufgabe während der 19. Etappe
106 Davide Rebellin  Italien – nicht zur 11. Etappe angetreten, gebrochene Rippe
107 Matthias Russ  Deutschland
108 Ronny Scholz  Deutschland – Aufgabe während der 14. Etappe
109 Stefan Schumacher  Deutschland

## Lampre-Fondital(ITA)
111 Damiano Cunego  Italien
112 Marzio Bruseghin  Italien
113 Paolo Fornaciari  Italien
114 Jewgeni Petrow  Russland
115 Gorazd Štangelj  Slowenien
116 Sylwester Szmyd  Polen
117 Paolo Tiralongo  Italien
118 Tadej Valjavec  Slowenien
119 Francisco Vila  Spanien

## Liberty Seguros-Würth(ESP)
121 Dariusz Baranowski  Polen – Aufgabe während der 10. Etappe, Magen-Darm-Grippe
122 Giampaolo Caruso  Italien
123 Koen de Kort  Niederlande
124 Daniel Navarro  Spanien
125 Unai Osa  Spanien
126 Javier Ramírez  Spanien
127 Michele Scarponi  Italien – nicht zur 17. Etappe angetreten
128 Marcos Serrano  Spanien – nicht zur 13. Etappe angetreten
129 Sergei Jakowlew  Kasachstan – Aufgabe während der 18. Etappe

## Liquigas-Bianchi(ITA)
131 Danilo Di Luca  Italien
132 Patrick Calcagni  Schweiz
133 Dario Cioni  Italien
134 Dario Andriotto  Italien
135 Vladimir Miholjević  Kroatien – nicht zur 14. Etappe angetreten
136 Andrea Noè  Italien
137 Franco Pellizotti  Italien
138 Alessandro Spezialetti  Italien
139 Charles Wegelius  Vereinigtes Königreich

## Phonak Hearing Systems(SUI)
141 Martin Elmiger  Schweiz
142 Fabrizio Guidi  Italien – Aufgabe während der 18. Etappe
143 José Enrique Gutiérrez  Spanien
144 Jonathan Patrick McCarty  Vereinigte Staaten
145 Axel Merckx  Belgien – nicht zur 15. Etappe angetreten, Bauchschmerzen
146 Víctor Hugo Peña  Kolumbien
147 Grégory Rast  Schweiz
148 Johann Tschopp  Schweiz
149 Steve Zampieri  Schweiz

## Quick·Step-Innergetic(BEL)
151 Serge Baguet  Belgien – Aufgabe während der 17. Etappe
152 Paolo Bettini  Italien
153 Davide Bramati  Italien
154 Addy Engels  Niederlande
155 Juan Manuel Gárate  Spanien
156 José Antonio Garrido  Spanien
157 Leonardo Scarselli  Italien
158 Jurgen Van De Walle  Belgien
159 Remmert Wielinga  Niederlande – nicht zur 5. Etappe angetreten, Fieber

## Rabobank(NED)
161 Mauricio Ardila  Kolumbien
162 Theo Eltink  Niederlande
163 Graeme Brown  Australien – Aufgabe während der 7. Etappe
164 Mathew Hayman  Australien
165 Alexander Kolobnew  Russland
166 Grischa Niermann  Deutschland
167 Marc de Maar  Niederlande
168 Michael Rasmussen  Dänemark – nicht zur 12. Etappe angetreten, Rückenschmerzen
169 Marc Wauters  Belgien – Aufgabe während der 17. Etappe

## Saunier Duval-Prodir(ESP)
171 Gilberto Simoni  Italien
172 José Ángel Gómez Marchante  Spanien
173 Rubén Lobato  Spanien
174 Piotr Mazur  Polen – Aufgabe während der 18. Etappe
175 Manuele Mori  Italien
176 Aaron Olsen  Vereinigte Staaten
177 Leonardo Piepoli  Italien
178 Marco Pinotti  Italien
179 Guido Trentin  Italien

## Selle Italia-Diquigiovanni(COL)
181 José Rujano  Venezuela – Aufgabe während der 13. Etappe, Unterkühlung
182 José Serpa  Kolumbien
183 Wladimir Belli  Italien – Aufgabe während der 20. Etappe
184 Sergio Barbero  Italien – Aufgabe während der 18. Etappe
185 Alessandro Bertolini  Italien – Aufgabe während der 7. Etappe, Bauchschmerzen
186 Gabriele Missaglia  Italien
187 Raffaele Illiano  Italien
188 Alberto Loddo  Italien – Aufgabe während der 16. Etappe
189 Santo Anzà  Italien

## Team CSC(DEN)
191 Ivan Basso  Italien
192 Carlos Sastre  Spanien
193 Nicki Sørensen  Dänemark
194 Michael Blaudzun  Dänemark
195 Bobby Julich  Vereinigte Staaten
196 Jens Voigt  Deutschland
197 Giovanni Lombardi  Italien
198 Wolodymyr Hustow  Ukraine
199 Íñigo Cuesta  Spanien

## Team Milram(ITA)
201 Alessandro Petacchi  Italien – nicht zur 4. Etappe angetreten, Kniescheibe gebrochen
202 Alessandro Cortinovis  Italien
203 Sergio Ghisalberti  Italien
204 Christian Knees  Deutschland
205 Mirco Lorenzetto  Italien – Aufgabe während der 21. Etappe, Sturzverletzung
206 Alberto Ongarato  Italien
207 Elia Rigotto  Italien
208 Fabio Sacchi  Italien
209 Alessandro Vanotti  Italien

## T-Mobile Team(GER)
211 Scott Davis  Australien
212 Serhij Hontschar  Ukraine – Aufgabe vor der 17. Etappe, Sturzverletzung
213 Matthias Kessler  Deutschland
214 André Korff  Deutschland – Aufgabe während der 7. Etappe, Sturzverletzung
215 Jörg Ludewig  Deutschland
216 Olaf Pollack  Deutschland
217 Michael Rogers  Australien – nicht zur 13. Etappe angetreten
218 František Raboň  Tschechien
219 Jan Ullrich  Deutschland – ausgestiegen in der 19. Etappe, offiziell Rückenschmerzen, inoffiziell: Erste Nennung im Fuentes-Skandal